# 芒德鎮區 (堪薩斯州麥克弗森縣)
芒德鎮區（英語：Mound Township）為美國堪薩斯州麥克弗森縣轄下的鎮區。2010年美国人口普查中此鎮區人口有2,301人。

## 地理
芒德鎮區涵蓋總面積為92.8平方（35.84平方英里），其中陸地面積為92.7平方（35.78平方英里），水域面積為0.16平方（0.06平方英里）或0.17%。

## 人口統計
根據2010年美國人口普查，芒德鎮區人口有2,301人，其中男性有1,051人，女性有1,250人，人口密度為每平方公里24.80人，住房計1,054戶。鎮區內的白人有2,228人，非裔美國人有8人，美洲原住民有8人，亞裔美國人有3人，太平洋島裔美國人有0人，其他種族有25人，混血種族則有29人。此外鎮區內有72人為西班牙裔或拉丁裔美國人。此鎮區之年齡中位數為48.1歲，而男性年齡中位數為44.8歲，女性年齡中位數為50.8歲。

## 交通

### 主要公路
- 135號州際公路